# Hán Cảnh Đế
Hán Cảnh Đế (chữ Hán: 漢景帝; 188 TCN – 9 tháng 3, 141 TCN), tên thật là Lưu Khải (劉啟), là vị Hoàng đế thứ sáu của nhà Hán trong lịch sử Trung Quốc, ở ngôi từ năm 157 TCN đến năm 141 TCN, tổng cộng gần 16 năm.
Trong thời đại của mình, Hán Cảnh Đế tiếp tục duy trì những chính sách do cha ông là Hán Văn Đế thực hiện, nên đất nước thái bình thịnh trị, thời đại của ông và Hán Văn Đế được gọi là Văn Cảnh chi trị (文景之治). Ngoài ra, thời đại của Cảnh Đế nổi tiếng với Loạn bảy nước xảy ra năm 154 TCN, do Cảnh Đế muốn hạn chế thế lực của các chư hầu về tiềm lực lẫn lãnh thổ, quy về cho triều đại nhà Hán một chính quyền quân chủ chuyên chế, trung ương tập quyền. Bước hành động này của Cảnh Đế là nền tảng chắc chắn cho sự chuyên chế dưới thời con trai ông Hán Vũ Đế, tạo nên một chính quyền trung ương vững chắc qua các triều đại sau.
Bên cạnh đó, Hán Cảnh Đế được đánh giá là có tính cách phức tạp. Ông duy trì những đức độ và nhân từ dưới thời cha ông Hán Văn Đế, giảm nhẹ hình phạt đối với dân chúng do sự ảnh hưởng của mẹ ông Đậu Thái hậu, nhưng bị xem là bạc bẽo do ngược đãi đại tướng quân Chu Á Phu cùng vợ đầu của ông là Bạc hoàng hậu.

## Thân thế
Lưu Khải là con thứ tư của Hán Văn Đế Lưu Hằng, mẹ là Hiếu Văn hoàng hậu Đậu thị, trước khi sinh ra ông năm 188 TCN đã sinh ra chị ông là Lưu Phiếu. Khi Lưu Khải ra đời, Lưu Hằng vẫn đang là Đại vương (代王), cai trị nước Đại, nơi có thủ phủ là Tấn Dương (晉陽; hiện nay là Thái Nguyên, Sơn Tây). Vì vợ cả của Lưu Hằng và 3 người con đầu do bà này sinh ra đều mất sớm nên Lưu Khải trở thành con đích của Đại vương Hằng.
Năm 180 TCN, Lã Thái hậu qua đời, quần thần đón Đại vương Hằng về kinh trở thành tân Hán Đế. Lưu Khải năm đó lên 9 tuổi, được lập làm Hoàng thái tử, mẹ ông là Đậu thị trở thành Hoàng hậu.
Khi còn là Thái tử, Lưu Khải được giáo dục trở nên đầy lòng trắc ẩn, ông bị ảnh hưởng mạnh bởi mẹ ông là Đậu hoàng hậu, được giáo dục chặt chẽ về Đạo giáo. Ông cũng rất thân thiết với người chị Lưu Phiếu và người em là Lưu Vũ, cả hai cũng do Đậu hoàng hậu sinh ra. Khi đến tuổi mở phủ đệ riêng, ông được theo học Tiều Thố (晁錯), một người học thức uyên thâm và có nhiều chính sách cứng rắn. Tiều Thố rất được Lưu Khải kính trọng và được Thái tử tin cậy nhất. Nhưng mặt khác, Lưu Khải cũng là một kẻ ham hưởng lạc, chơi bời lêu lổng, khiến cho Văn Đế hết sức không hài lòng và từng có ý định phế ngôi Thái tử của ông, thay bằng người em trai cùng mẹ của ông là Lưu Vũ. Nhưng do nhiều đại thần đứng ra can gián và nhất mực bảo vệ thái tử Khải nên Văn Đế đã suy nghĩ lại và quyết định bỏ ý định phế thái tử.
Năm 157 TCN, Hán Văn Đế băng hà, Thái tử Lưu Khải lên kế vị ở tuổi 32, tức vua Hán Cảnh Đế.

## Cai trị
Khi lên kế vị, trái với nhiều suy đoán của các đại thần về hình ảnh Cảnh Đế là một hôn quân vô dụng tương tự như Kiệt, Trụ, U, nguy cơ sụp đổ của giang sơn nhà Hán đang hiện ra trước mắt thì Cảnh Đế lại khiến cho các đại thần phải hết sức ngỡ ngàng vì sự thay đổi bản chất đến khó tin với hình ảnh một minh quân xuất chúng, vì nước vì dân.
Hán Cảnh Đế tiếp tục chính sách của Văn Đế khi trước. Ông nhấn mạnh nông nghiệp là gốc, ra sức khuyến khích phát triển nông nghiệp. Tuy cho phục hồi chế độ thu tô ruộng để tăng thu cho công khố nhưng mức thu rất thấp, sản lượng 30 phần chỉ thu một phần. Vì chính sách nuôi dưỡng sức dân của Cảnh Đế, đời sống nhân dân được sống thanh bình, no đủ.
Về lao dịch, Cảnh Đế quy định con trai đến tuổi 20 phải đi làm nghĩa vụ. Đầu năm 142 TCN, trong nước xảy ra động đất lớn, ông ra lệnh mở kho phát chẩn cho dân chúng.
Thời Văn Đế xóa bỏ nhục hình, thay bằng hình phạt đánh 500 roi hoặc 300 roi. Nhưng đánh roi nhiều như vậy có thể chết người, nên năm 156 TCN, Cảnh Đế giảm mức 500 roi xuống 300 roi và 300 roi xuống 200 roi. Sau  đó thấy đánh như vậy vẫn còn nặng và gây chết người, năm 144 TCN lại giảm xuống còn 200 roi và 100 roi và quy định chỉ đánh vào mông, từ đấy không ai chết vì đòn nữa.

## Dẹp loạn 7 nước
Loạn 7 nước chư hầu phía đông xảy ra xuất phát từ việc nhà Hán muốn giảm bớt thế lực của các chư hầu. Do binh quyền của các chư hầu rất lớn, từ thời Văn đế đã tìm cách chia nhỏ các chư hầu để giảm sức mạnh của họ và giảm sự uy hiếp đối với thiên tử: chia nước Tề làm 6 phần và nước Hoài Nam làm 3 phần.
Tiều Thố từng kiến nghị chia nước Ngô của Lưu Tỵ - con Lưu Trọng anh của Hán Cao Tổ, tức là anh họ của Văn Đế - nhưng Văn đế ngại thế nước Ngô đang mạnh sẽ gây xung đột nên chưa thực hiện. Khi Cảnh Đế lên ngôi, Ngô vương Tỵ là bậc lão thần, càng tỏ ra kiêu căng hống hách, bỏ việc vào chầu thiên tử đã 20 năm.
Năm 154 TCN, Tiều Thố giữ chức Ngự sử đại phu tiếp tục kiến nghị việc này, cùng việc cắt bớt đất của các chư hầu khác, theo đó sẽ tước bớt quận Đông Hải của Sở vương, tước bớt quận Dự Chương và quận Cối Kê của Ngô vương Tỵ, tước bớt quận Thường Sơn của Triệu vương và 6 huyện của Giao Tây vương.
Thời Văn Đế, Lưu Tỵ đã có tư thù với Lưu Khải vì khi làm Thái tử, ông từng đập chết con trai Ngô vương khi hai người chơi cờ ở Trường An và xảy ra tranh cãi. Khi nghe tin bị tước bớt đất đai, Ngô vương rất tức giận, bèn phát binh làm phản. Để có thêm vây cánh, Lưu Tỵ kêu gọi các chư hầu khác hưởng ứng, với danh nghĩa là diệt trừ gian thần Tiều Thố, "làm sạch chỗ cạnh vua". Sáu nước ủng hộ Ngô vương hợp lại thành 7 nước gồm có:
1. Ngô vương Lưu Tỵ (吳王劉濞)
2. Sở vương Lưu Mậu (楚王劉戊)
3. Triệu vương Lưu Toại (趙王劉遂)
4. Tế Nam vương Lưu Tịch Quang (濟南王劉辟光)
5. Tri Xuyên vương Lưu Hiền (菑川王劉賢)
6. Giao Tây vương Lưu Ngang (膠西王劉卬)
7. Giao Đông vương Lưu Hùng Cừ (膠東王劉雄渠)

Ngô vương Tỵ còn hiệu triệu thêm Đông Việt và Mân Việt hưởng ứng theo; Triệu vương Toại cũng sai sứ giả đến liên lạc với Hung Nô để xin phát binh ủng hộ.
Thế quân 7 nước rất lớn. Trong triều, Tiều Thố và Viên Áng bất hòa. Viên Áng khuyên Hán Cảnh Đế nên bắt giết Tiều Thố thì quân chư hầu sẽ lui, vì chư hầu chỉ oán một mình Tiều Thố. Cảnh Đế trong tình hình nguy cấp, vội vã nghe theo Viên Áng, bèn sai triệu kiến Tiều Thố rồi bắt giữ và chém ngang lưng ở chợ Đông. Cảnh Đế sai Viên Áng làm thái thường, lãnh trách nhiệm sứ giả đi báo với Ngô vương việc giết Tiều Thố và phục lại đất đai cho chư hầu. Lúc đó Ngô vương và Sở Vương đang vây đánh nước Lương. Ngô vương không những không lui binh mà bắt luôn Viên Áng, ép phải theo mình làm phản. Viên Áng tìm cơ hội trốn thoát được.
Hán Cảnh Đế nhận ra chân tướng ý đồ của Ngô vương, rất ân hận vì đã giết Tiều Thố. Ông nhớ lời dặn của Văn Đế: có thể nhờ cậy Chu Á Phu (周亞夫) khi nguy cấp, nên sai Chu Á Phu (con Chu Bột) đi dẹp loạn. Ông phong Á Phu làm thái úy, cầm đầu quân đội trong triều, mang 36 tướng ra trận.
Trong khi Ngô và Sở đánh Lương thì 4 nước Giao Đông, Giao Tây, Tế Nam và Tri Xuyên vây đánh Tề vì Tề vương vốn nhận lời làm phản rồi lại hối hận không theo Ngô vương.
Trước lúc ra quân, Chu Á Phu kiến nghị Cảnh đế không nên đối địch với quân Ngô đang hăng hái mà nên cắt đứt đường vận lương của địch. Cảnh Đế chấp thuận.
Chu Á Phu lại đóng quân cố thủ ở Xương Ấp, cắt đường liên lạc quân Ngô Sở với 4 nước phía đông, để quân Ngô bị hút vào chiến trường nước Lương sẽ bị tổn sức. Quân Ngô vây đánh nước Lương không hạ được. Lương Hiếu vương Lưu Vũ là em út của Cảnh Đế, kiên cường giữ thành chống trả quân Ngô. Khi quân Lương cầu cứu, Á Phu không ra quân. Lương vương sai sứ về kinh tâu lên Cảnh Đế. Ông sai người ra giục Á Phu cứu Lương, nhưng Á Phu cố giữ chiến thuật đánh Ngô, không cứu Lương.
Ngô vương Tỵ nghe tin quân Hán kéo đến, bèn quay sang đánh Hán. Đường vận lương của Lưu Tỵ bị Á Phu cắt đứt nên phải đánh nhanh, nhưng Á Phu giữ vững trận thế không giao chiến.
Nhân lúc quân Ngô, Sở dao động vì thiếu lương, Á Phu mang đại quân phản kích. Quân Ngô, Sở nhanh chóng bị thua tan tác, phần lớn đầu hàng Hán và Lương. Ngô vương Tỵ bỏ chạy qua sông Trường Giang, bị người Đông Việt giết, mang đầu nộp cho Chu Á Phu. Sở vương Lưu Mậu bại trận đã tự sát.
Chu Á Phu mang quân cứu Tề. Bốn nước Giao Đông, Giao Tây, Tế Nam và Tri Xuyên đánh 3 tháng không hạ được, liệu thế không chống nổi quân Hán nên giải vây rút về nước. Quân Hán kéo đến vây các nước, bức bách 4 chư hầu vương tự sát. Cùng lúc, Lệ tướng quân vây đánh nước Triệu, hạ được thành. Triệu vương Toại cũng tự sát nốt.

## Giảm thế lực chư hầu
Ngay từ trước khi loạn 7 nước bùng nổ, bản ý của Cảnh Đế rất hợp với ý tưởng của Tiều Thố: tước bớt quyền hành, đất đai của chư hầu. Dẹp xong loạn 7 nước, Hán Cảnh Đế ra lệnh xóa bỏ nước phong của các chư hầu này, đưa đất đai về dưới quyền quản lý trực tiếp của hoàng đế. Ngoài ra, ông còn tiến hành chỉnh lý địa giới một số nước chư hầu, thu nhỏ quyền lực của họ, như nước Sở chỉ có quận Bành Thành, nước Đại chỉ có quận Thái Nguyên.
Lương Hiếu vương Lưu Vũ là em ông, con út của Đậu thái hậu, sau khi tham gia đánh dẹp loạn 7 nước, thường tỏ ra cậy công và nhờ mẹ tác động để Cảnh Đế lập làm người nối ngôi.
Năm 150 TCN, nhân Cảnh Đế phế thái tử Lưu Vinh làm Lâm Giang vương (臨江王), Đậu thái hậu khuyên Cảnh Đế lập Lương vương Vũ làm người kế vị. Viên Áng can Cảnh Đế không nên lập Lương vương Vũ. Lương vương Vũ từ đó oán hận Viên Áng, bèn sai thích khách là Dương Thắng và Công Tôn Ngụy đi giết chết Viên Áng và hơn 10 viên quan khác cùng cánh trong triều. Cảnh Đế kinh ngạc vì một ngày có tới hơn 10 đại thần bị giết, bèn sai Điền Thúc đến nước Lương điều tra vụ việc. Dương Thắng và Công Tôn Ngụy buộc phải tự sát, Điền Thúc biết thế khó xử của Cảnh Đế, khi về kinh bèn đốt hết giấy tờ hồ sơ vụ án rồi mới vào yết kiến, tâu lại sự việc và xin Cảnh Đế lờ vụ việc này đi. Cảnh Đế bằng lòng theo ý kiến của Điền Thúc, không xử tội Lưu Vũ vì có sự che chở của Đậu thái hậu.
Năm 144 TCN, Lương vương Vũ qua đời. Cảnh đế nhân đó chia nhỏ nước Lương làm 5 phần. Sau đó ông lại lần lượt phong cho 3 người con mình làm vương chư hầu, khiến số lượng chư hầu nhà Tây Hán lên tới 25 nước, nhiều nhất kể từ khi nhà Hán thành lập. Hầu hết đất đai chư hầu từ đó chỉ có 1 quận, thế lực yếu hơn nhiều so với trước đó.

## Qua đời

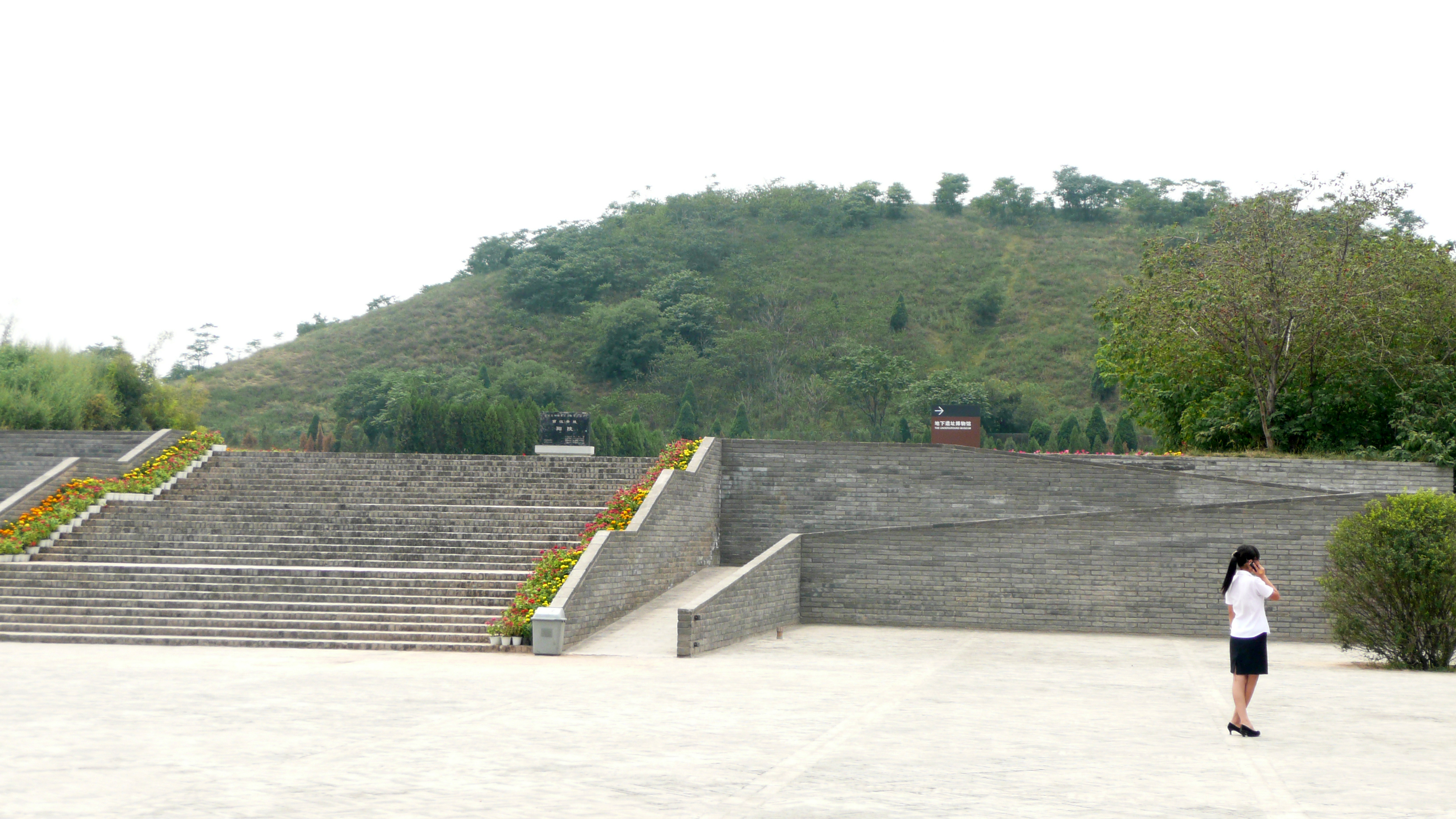
Di tích Dương Lăng.

Năm 141 TCN, ngày 9 tháng 3, Hán Cảnh Đế Lưu Khải giá băng ở Vị Ương cung (未央宮), hưởng dương 47 tuổi. Ông được tôn là Hiếu Cảnh hoàng đế (孝景皇帝), an táng tại Dương Lăng (阳陵). Thái tử Lưu Triệt 16 tuổi lên nối ngôi, tức là Hán Vũ Đế.
Cũng như trường hợp cha ông là Hán Văn Đế, thời kỳ của ông được chia ra 3 phần là do đời sau đặt, còn niên hiệu chính thức thật sự chỉ từ thời Hán Vũ Đế mới được hình thành. Thời gian trị vì của ông chia làm 3 phần:
1. Tiền Nguyên (前元; 156-150 TCN).
2. Trung Nguyên (中元; 149-144 TCN).
3. Hậu Nguyên (後元; 143-141 TCN).

## Gia quyến
- Thân phụ: Hán Văn Đế Lưu Hằng.
- Thân mẫu: Hiếu Văn Đậu hoàng hậu (孝文竇皇后; 205 TCN - 135 TCN), một trong những Hoàng hậu có ảnh hưởng nhất lịch sử nhà Hán.
- Hậu phi:

1. Bạc hoàng hậu (? - 147 TCN), cháu gái của Bạc Thái hoàng thái hậu, không có con cũng như không được sủng ái. Năm 155 TCN, Bạc Thái hoàng thái hậu qua đời, năm 151 TCN Bạc hoàng hậu bị phế truất.
2. Hiếu Cảnh hoàng hậu Vương Chí (174 TCN - 125 TCN), mẹ của Hán Vũ Đế Lưu Triệt cùng 3 công chúa Bình Dương công chúa, Nam Cung công chúa và Long Lự công chúa.
3. Lịch cơ (栗姬, ? - 150 TCN), người nước Tề, dung mạo xuất chúng, rất được sủng ái, sinh ra hoàng trưởng tử - Thái tử Lưu Vinh. Sau bị Quán Đào Công Chúa - chị Hán Cảnh Đế cấu kết với Vương hoàng hậu dèm pha trước mặt vua, khiến vua giận phế Lưu Vinh xuống làm Lâm Giang vương và không tới gặp Lịch Cơ nữa, khiến bà uất ức qua đời.
4. Trình cơ (程姬), thời Hán Vũ Đế trở thành Lỗ Quốc vương thái hậu.
5. Đường cơ (唐姬), thị nữ của Trình cơ, khi Trình cơ bị ốm không thị tẩm được bèn sủng tạm Đường cơ.
6. Cổ phu nhân (賈夫人).
7. Vương phu nhân (王夫人), tên là Nghê Hủ (兒姁), em gái của Vương hoàng hậu. Mẹ của Quảng Xuyên vương Lưu Việt, Giao Đông vương Lưu Ký, Thường Sơn vương Lưu Thuấn và Thanh Hà vương Lưu Thừa

- Hoàng tử:

1. Lâm Giang Mẫn vương Lưu Vinh (臨江閔王 劉榮, 170 - 148 TCN), mẹ Lịch cơ, lập Thái tử năm 153 TCN, phế năm 150 TCN, bị buộc tự sát năm 148 TCN.
2. Hà Gian Hiến vương Lưu Đức (河間獻王 劉德; 160 - 129 TCN), mẹ Lịch Cơ.
3. Lỗ Cung vương Lưu Dư (魯恭王 劉餘; ? - 127 TCN), mẹ Trình cơ, ban đầu là Hoài Dương vương, là tổ tiên trực hệ của Lưu Biểu, Lưu Chương thời Tam Quốc.
4. Lâm Giang Ai vương Lưu Át (臨江哀王 劉閼; ? TCN), chết yểu, mẹ Lịch Cơ.
5. Giang Đô Dịch vương Lưu Phi (江都易王刘非; 169 TCN - 127 TCN), mẹ là Trình Cơ, phong Giang Đô vương năm 153 TCN.
6. Trường Sa Định vương Lưu Phát (长沙定王刘发; ? - 129 TCN), mẹ là Đường Cơ, là tổ tiên trực hệ của Hán Quang Vũ Đế Lưu Tú sáng lập ra nhà Đông Hán.
7. Giao Tây Vu vương Lưu Đoan (胶西于王刘端; ? - 108 TCN), mẹ là Trình Cơ.
8. Triệu Kính Túc vương Lưu Bành Tổ (赵敬肃王刘彭祖; ? - 92 TCN), mẹ là Cổ Phu nhân.
9. Trung Sơn Tĩnh vương Lưu Thắng (中山靖王劉勝; ? - 114 TCN), mẹ Cổ phu nhân, là tổ tiên trực hệ của Hán Chiêu Liệt Đế Lưu Bị sáng lập nhà Thục Hán thời Tam Quốc.
10. Quảng Xuyên Huệ vương Lưu Việt (廣川惠王劉越; ? - 130 TCN), mẹ Vương phu nhân.
11. Hán Vũ Đế Lưu Triệt (劉徹), mẹ Hiếu Cảnh Vương hoàng hậu.
12. Giao Đông Khang vương Lưu Ký (膠東康王劉寄; ? - 120 TCN), mẹ Vương phu nhân.
13. Thanh Hà Ai vương Lưu Thừa (清河哀王刘乘; ? - 136 TCN), mẹ Vương phu nhân.
14. Thường Sơn Hiến vương Lưu Thuấn (常山宪王刘舜; ? - 114 TCN), mẹ Vương phu nhân.

- Hoàng nữ:

1. Bình Dương công chúa (平陽公主), mẹ Hiếu Cảnh Vương hoàng hậu. Hạ giá Tào Thì (曹時), sau lấy Hạ Hầu Pha (夏侯颇); cuối cùng lấy Vệ Thanh.
2. Nam Cung công chúa (南宮公主), mẹ Hiếu Cảnh Vương hoàng hậu.
3. Long Lự công chúa (隆慮公主), mẹ Hiếu Cảnh Vương hoàng hậu.

#### Thế phả nhà Hán
|  |  |  |  |  |  |  |  |                                     |                                     |                                     |                                     |                                     |                                     |  |  |  |  |                                    |                                    |                                    |                                    | 1 Hán Cao Tổ ?-195TCN 256-195TCN   |                                    |  |  |  |  |                                    |                                    |                                    |                                    |                                    |                                    |  |  |  |  |                                         |                                         |                                         |                                         |                                         |                                         |  |  |  |  |                                        |                                        |                                        |                                        |                                        |                                        |  |  |  |  |  |  |  |  |  |  |  |  |  |  |  |  |  |  |  |  |  |  |  |  |
|  |  |  |  |  |  |  |  |                                     |                                     |                                     |                                     |                                     |                                     |  |  |  |  |                                    |                                    |                                    |                                    |                                    |                                    |  |  |  |  |                                    |                                    |                                    |                                    |                                    |                                    |  |  |  |  |                                         |                                         |                                         |                                         |                                         |                                         |  |  |  |  |                                        |                                        |                                        |                                        |                                        |                                        |  |  |  |  |  |  |  |  |  |  |  |  |  |  |  |  |  |  |  |  |  |  |  |  |
|  |  |  |  |  |  |  |  |                                     |                                     |                                     |                                     |                                     |                                     |  |  |  |  |                                    |                                    |                                    |                                    |                                    |                                    |  |  |  |  |                                    |                                    |                                    |                                    |                                    |                                    |  |  |  |  |                                         |                                         |                                         |                                         |                                         |                                         |  |  |  |  |                                        |                                        |                                        |                                        |                                        |                                        |  |  |  |  |  |  |  |  |  |  |  |  |  |  |  |  |  |  |  |  |  |  |  |  |
|  |  |  |  |  |  |  |  | 5 Hán Văn Đế 180-157TCN 202–157TCN  | 5 Hán Văn Đế 180-157TCN 202–157TCN  | 5 Hán Văn Đế 180-157TCN 202–157TCN  | 5 Hán Văn Đế 180-157TCN 202–157TCN  | 5 Hán Văn Đế 180-157TCN 202–157TCN  | 5 Hán Văn Đế 180-157TCN 202–157TCN  |  |  |  |  | Lưu Cứ                             | Lưu Cứ                             | Lưu Cứ                             | Lưu Cứ                             | Lưu Cứ                             | Lưu Cứ                             |  |  |  |  | Lưu Bác                            | Lưu Bác                            | Lưu Bác                            | Lưu Bác                            | Lưu Bác                            | Lưu Bác                            |  |  |  |  | 2 Hán Huệ Đế 194-188TCN 210–188TCN      | 2 Hán Huệ Đế 194-188TCN 210–188TCN      | 2 Hán Huệ Đế 194-188TCN 210–188TCN      | 2 Hán Huệ Đế 194-188TCN 210–188TCN      | 2 Hán Huệ Đế 194-188TCN 210–188TCN      | 2 Hán Huệ Đế 194-188TCN 210–188TCN      |  |  |  |  |                                        |                                        |                                        |                                        |                                        |                                        |  |  |  |  |  |  |  |  |  |  |  |  |  |  |  |  |  |  |  |  |  |  |  |  |
|  |  |  |  |  |  |  |  | 5 Hán Văn Đế 180-157TCN 202–157TCN  | 5 Hán Văn Đế 180-157TCN 202–157TCN  | 5 Hán Văn Đế 180-157TCN 202–157TCN  | 5 Hán Văn Đế 180-157TCN 202–157TCN  | 5 Hán Văn Đế 180-157TCN 202–157TCN  | 5 Hán Văn Đế 180-157TCN 202–157TCN  |  |  |  |  | Lưu Cứ                             | Lưu Cứ                             | Lưu Cứ                             | Lưu Cứ                             | Lưu Cứ                             | Lưu Cứ                             |  |  |  |  | Lưu Bác                            | Lưu Bác                            | Lưu Bác                            | Lưu Bác                            | Lưu Bác                            | Lưu Bác                            |  |  |  |  | 2 Hán Huệ Đế 194-188TCN 210–188TCN      | 2 Hán Huệ Đế 194-188TCN 210–188TCN      | 2 Hán Huệ Đế 194-188TCN 210–188TCN      | 2 Hán Huệ Đế 194-188TCN 210–188TCN      | 2 Hán Huệ Đế 194-188TCN 210–188TCN      | 2 Hán Huệ Đế 194-188TCN 210–188TCN      |  |  |  |  |                                        |                                        |                                        |                                        |                                        |                                        |  |  |  |  |  |  |  |  |  |  |  |  |  |  |  |  |  |  |  |  |  |  |  |  |
|  |  |  |  |  |  |  |  |                                     |                                     |                                     |                                     |                                     |                                     |  |  |  |  |                                    |                                    |                                    |                                    |                                    |                                    |  |  |  |  |                                    |                                    |                                    |                                    |                                    |                                    |  |  |  |  |                                         |                                         |                                         |                                         |                                         |                                         |  |  |  |  |                                        |                                        |                                        |                                        |                                        |                                        |  |  |  |  |  |  |  |  |  |  |  |  |  |  |  |  |  |  |  |  |  |  |  |  |
|  |  |  |  |  |  |  |  | 6 Hán Cảnh Đế 157-141TCN 188–141TCN | 6 Hán Cảnh Đế 157-141TCN 188–141TCN | 6 Hán Cảnh Đế 157-141TCN 188–141TCN | 6 Hán Cảnh Đế 157-141TCN 188–141TCN | 6 Hán Cảnh Đế 157-141TCN 188–141TCN | 6 Hán Cảnh Đế 157-141TCN 188–141TCN |  |  |  |  | Lưu Tiến                           | Lưu Tiến                           | Lưu Tiến                           | Lưu Tiến                           | Lưu Tiến                           | Lưu Tiến                           |  |  |  |  | 9 Xương Ấp Vương 74-74TCN 92-59TCN | 9 Xương Ấp Vương 74-74TCN 92-59TCN | 9 Xương Ấp Vương 74-74TCN 92-59TCN | 9 Xương Ấp Vương 74-74TCN 92-59TCN | 9 Xương Ấp Vương 74-74TCN 92-59TCN | 9 Xương Ấp Vương 74-74TCN 92-59TCN |  |  |  |  | 3 Hán Tiền Thiếu Đế 188-184TCN ?–184TCN | 3 Hán Tiền Thiếu Đế 188-184TCN ?–184TCN | 3 Hán Tiền Thiếu Đế 188-184TCN ?–184TCN | 3 Hán Tiền Thiếu Đế 188-184TCN ?–184TCN | 3 Hán Tiền Thiếu Đế 188-184TCN ?–184TCN | 3 Hán Tiền Thiếu Đế 188-184TCN ?–184TCN |  |  |  |  | 4 Hán Hậu Thiếu Đế 184-180TCN ?–180TCN | 4 Hán Hậu Thiếu Đế 184-180TCN ?–180TCN | 4 Hán Hậu Thiếu Đế 184-180TCN ?–180TCN | 4 Hán Hậu Thiếu Đế 184-180TCN ?–180TCN | 4 Hán Hậu Thiếu Đế 184-180TCN ?–180TCN | 4 Hán Hậu Thiếu Đế 184-180TCN ?–180TCN |  |  |  |  |  |  |  |  |  |  |  |  |  |  |  |  |  |  |  |  |  |  |  |  |
|  |  |  |  |  |  |  |  | 6 Hán Cảnh Đế 157-141TCN 188–141TCN | 6 Hán Cảnh Đế 157-141TCN 188–141TCN | 6 Hán Cảnh Đế 157-141TCN 188–141TCN | 6 Hán Cảnh Đế 157-141TCN 188–141TCN | 6 Hán Cảnh Đế 157-141TCN 188–141TCN | 6 Hán Cảnh Đế 157-141TCN 188–141TCN |  |  |  |  | Lưu Tiến                           | Lưu Tiến                           | Lưu Tiến                           | Lưu Tiến                           | Lưu Tiến                           | Lưu Tiến                           |  |  |  |  | 9 Xương Ấp Vương 74-74TCN 92-59TCN | 9 Xương Ấp Vương 74-74TCN 92-59TCN | 9 Xương Ấp Vương 74-74TCN 92-59TCN | 9 Xương Ấp Vương 74-74TCN 92-59TCN | 9 Xương Ấp Vương 74-74TCN 92-59TCN | 9 Xương Ấp Vương 74-74TCN 92-59TCN |  |  |  |  | 3 Hán Tiền Thiếu Đế 188-184TCN ?–184TCN | 3 Hán Tiền Thiếu Đế 188-184TCN ?–184TCN | 3 Hán Tiền Thiếu Đế 188-184TCN ?–184TCN | 3 Hán Tiền Thiếu Đế 188-184TCN ?–184TCN | 3 Hán Tiền Thiếu Đế 188-184TCN ?–184TCN | 3 Hán Tiền Thiếu Đế 188-184TCN ?–184TCN |  |  |  |  | 4 Hán Hậu Thiếu Đế 184-180TCN ?–180TCN | 4 Hán Hậu Thiếu Đế 184-180TCN ?–180TCN | 4 Hán Hậu Thiếu Đế 184-180TCN ?–180TCN | 4 Hán Hậu Thiếu Đế 184-180TCN ?–180TCN | 4 Hán Hậu Thiếu Đế 184-180TCN ?–180TCN | 4 Hán Hậu Thiếu Đế 184-180TCN ?–180TCN |  |  |  |  |  |  |  |  |  |  |  |  |  |  |  |  |  |  |  |  |  |  |  |  |
|  |  |  |  |  |  |  |  | 7 Hán Vũ Đế 140-87TCN 156-87TCN     | 7 Hán Vũ Đế 140-87TCN 156-87TCN     | 7 Hán Vũ Đế 140-87TCN 156-87TCN     | 7 Hán Vũ Đế 140-87TCN 156-87TCN     | 7 Hán Vũ Đế 140-87TCN 156-87TCN     | 7 Hán Vũ Đế 140-87TCN 156-87TCN     |  |  |  |  | 10 Hán Tuyên Đế 74-49TCN 91-49TCN  | 10 Hán Tuyên Đế 74-49TCN 91-49TCN  | 10 Hán Tuyên Đế 74-49TCN 91-49TCN  | 10 Hán Tuyên Đế 74-49TCN 91-49TCN  | 10 Hán Tuyên Đế 74-49TCN 91-49TCN  | 10 Hán Tuyên Đế 74-49TCN 91-49TCN  |  |  |  |  |                                    |                                    |                                    |                                    |                                    |                                    |  |  |  |  |                                         |                                         |                                         |                                         |                                         |                                         |  |  |  |  |                                        |                                        |                                        |                                        |                                        |                                        |  |  |  |  |  |  |  |  |  |  |  |  |  |  |  |  |  |  |  |  |  |  |  |  |
|  |  |  |  |  |  |  |  | 7 Hán Vũ Đế 140-87TCN 156-87TCN     | 7 Hán Vũ Đế 140-87TCN 156-87TCN     | 7 Hán Vũ Đế 140-87TCN 156-87TCN     | 7 Hán Vũ Đế 140-87TCN 156-87TCN     | 7 Hán Vũ Đế 140-87TCN 156-87TCN     | 7 Hán Vũ Đế 140-87TCN 156-87TCN     |  |  |  |  | 10 Hán Tuyên Đế 74-49TCN 91-49TCN  | 10 Hán Tuyên Đế 74-49TCN 91-49TCN  | 10 Hán Tuyên Đế 74-49TCN 91-49TCN  | 10 Hán Tuyên Đế 74-49TCN 91-49TCN  | 10 Hán Tuyên Đế 74-49TCN 91-49TCN  | 10 Hán Tuyên Đế 74-49TCN 91-49TCN  |  |  |  |  |                                    |                                    |                                    |                                    |                                    |                                    |  |  |  |  |                                         |                                         |                                         |                                         |                                         |                                         |  |  |  |  |                                        |                                        |                                        |                                        |                                        |                                        |  |  |  |  |  |  |  |  |  |  |  |  |  |  |  |  |  |  |  |  |  |  |  |  |
|  |  |  |  |  |  |  |  | 8 Hán Chiêu Đế 95–74TCN 87-74TCN    | 8 Hán Chiêu Đế 95–74TCN 87-74TCN    | 8 Hán Chiêu Đế 95–74TCN 87-74TCN    | 8 Hán Chiêu Đế 95–74TCN 87-74TCN    | 8 Hán Chiêu Đế 95–74TCN 87-74TCN    | 8 Hán Chiêu Đế 95–74TCN 87-74TCN    |  |  |  |  | 11 Hán Nguyên Đế 49-33TCN 76–33TCN | 11 Hán Nguyên Đế 49-33TCN 76–33TCN | 11 Hán Nguyên Đế 49-33TCN 76–33TCN | 11 Hán Nguyên Đế 49-33TCN 76–33TCN | 11 Hán Nguyên Đế 49-33TCN 76–33TCN | 11 Hán Nguyên Đế 49-33TCN 76–33TCN |  |  |  |  |                                    |                                    |                                    |                                    |                                    |                                    |  |  |  |  |                                         |                                         |                                         |                                         |                                         |                                         |  |  |  |  |                                        |                                        |                                        |                                        |                                        |                                        |  |  |  |  |  |  |  |  |  |  |  |  |  |  |  |  |  |  |  |  |  |  |  |  |
|  |  |  |  |  |  |  |  | 8 Hán Chiêu Đế 95–74TCN 87-74TCN    | 8 Hán Chiêu Đế 95–74TCN 87-74TCN    | 8 Hán Chiêu Đế 95–74TCN 87-74TCN    | 8 Hán Chiêu Đế 95–74TCN 87-74TCN    | 8 Hán Chiêu Đế 95–74TCN 87-74TCN    | 8 Hán Chiêu Đế 95–74TCN 87-74TCN    |  |  |  |  | 11 Hán Nguyên Đế 49-33TCN 76–33TCN | 11 Hán Nguyên Đế 49-33TCN 76–33TCN | 11 Hán Nguyên Đế 49-33TCN 76–33TCN | 11 Hán Nguyên Đế 49-33TCN 76–33TCN | 11 Hán Nguyên Đế 49-33TCN 76–33TCN | 11 Hán Nguyên Đế 49-33TCN 76–33TCN |  |  |  |  |                                    |                                    |                                    |                                    |                                    |                                    |  |  |  |  |                                         |                                         |                                         |                                         |                                         |                                         |  |  |  |  |                                        |                                        |                                        |                                        |                                        |                                        |  |  |  |  |  |  |  |  |  |  |  |  |  |  |  |  |  |  |  |  |  |  |  |  |
|  |  |  |  |  |  |  |  |                                     |                                     |                                     |                                     |                                     |                                     |  |  |  |  |                                    |                                    |                                    |                                    |                                    |                                    |  |  |  |  |                                    |                                    |                                    |                                    |                                    |                                    |  |  |  |  |                                         |                                         |                                         |                                         |                                         |                                         |  |  |  |  |                                        |                                        |                                        |                                        |                                        |                                        |  |  |  |  |  |  |  |  |  |  |  |  |  |  |  |  |  |  |  |  |  |  |  |  |
|  |  |  |  |  |  |  |  | Lưu Khang                           | Lưu Khang                           | Lưu Khang                           | Lưu Khang                           | Lưu Khang                           | Lưu Khang                           |  |  |  |  | Lưu Hưng                           | Lưu Hưng                           | Lưu Hưng                           | Lưu Hưng                           | Lưu Hưng                           | Lưu Hưng                           |  |  |  |  | Lưu Hiển                           | Lưu Hiển                           | Lưu Hiển                           | Lưu Hiển                           | Lưu Hiển                           | Lưu Hiển                           |  |  |  |  | 12 Hán Thành Đế 33–7TCN 51-7TCN         | 12 Hán Thành Đế 33–7TCN 51-7TCN         | 12 Hán Thành Đế 33–7TCN 51-7TCN         | 12 Hán Thành Đế 33–7TCN 51-7TCN         | 12 Hán Thành Đế 33–7TCN 51-7TCN         | 12 Hán Thành Đế 33–7TCN 51-7TCN         |  |  |  |  |                                        |                                        |                                        |                                        |                                        |                                        |  |  |  |  |  |  |  |  |  |  |  |  |  |  |  |  |  |  |  |  |  |  |  |  |
|  |  |  |  |  |  |  |  | Lưu Khang                           | Lưu Khang                           | Lưu Khang                           | Lưu Khang                           | Lưu Khang                           | Lưu Khang                           |  |  |  |  | Lưu Hưng                           | Lưu Hưng                           | Lưu Hưng                           | Lưu Hưng                           | Lưu Hưng                           | Lưu Hưng                           |  |  |  |  | Lưu Hiển                           | Lưu Hiển                           | Lưu Hiển                           | Lưu Hiển                           | Lưu Hiển                           | Lưu Hiển                           |  |  |  |  | 12 Hán Thành Đế 33–7TCN 51-7TCN         | 12 Hán Thành Đế 33–7TCN 51-7TCN         | 12 Hán Thành Đế 33–7TCN 51-7TCN         | 12 Hán Thành Đế 33–7TCN 51-7TCN         | 12 Hán Thành Đế 33–7TCN 51-7TCN         | 12 Hán Thành Đế 33–7TCN 51-7TCN         |  |  |  |  |                                        |                                        |                                        |                                        |                                        |                                        |  |  |  |  |  |  |  |  |  |  |  |  |  |  |  |  |  |  |  |  |  |  |  |  |
|  |  |  |  |  |  |  |  | 13 Hán Ai Đế 26-1TCN 7-1TCN         | 13 Hán Ai Đế 26-1TCN 7-1TCN         | 13 Hán Ai Đế 26-1TCN 7-1TCN         | 13 Hán Ai Đế 26-1TCN 7-1TCN         | 13 Hán Ai Đế 26-1TCN 7-1TCN         | 13 Hán Ai Đế 26-1TCN 7-1TCN         |  |  |  |  | 14 Hán Bình Đế 9TCN–5SCN 1TCN-5SCN | 14 Hán Bình Đế 9TCN–5SCN 1TCN-5SCN | 14 Hán Bình Đế 9TCN–5SCN 1TCN-5SCN | 14 Hán Bình Đế 9TCN–5SCN 1TCN-5SCN | 14 Hán Bình Đế 9TCN–5SCN 1TCN-5SCN | 14 Hán Bình Đế 9TCN–5SCN 1TCN-5SCN |  |  |  |  | 15 Nhũ Tử Anh 5–8 25–25 5–25       | 15 Nhũ Tử Anh 5–8 25–25 5–25       | 15 Nhũ Tử Anh 5–8 25–25 5–25       | 15 Nhũ Tử Anh 5–8 25–25 5–25       | 15 Nhũ Tử Anh 5–8 25–25 5–25       | 15 Nhũ Tử Anh 5–8 25–25 5–25       |  |  |  |  |                                         |                                         |                                         |                                         |                                         |                                         |  |  |  |  |                                        |                                        |                                        |                                        |                                        |                                        |  |  |  |  |  |  |  |  |  |  |  |  |  |  |  |  |  |  |  |  |  |  |  |  |